# تانيا طلعت محمد
تانيا طلعت محمد وهي سياسية عراقية شغلت منصب عضوة في مجلس النواب العراقي في دورته الأولى من عام 2005 إلى 2010.